# 西澳大利亞地質調查局
西澳大利亞地質調查局（英語：Geological Survey of Western Australia）是西澳洲政府礦業和石油部內的一個權威機構，負責西澳洲地質資源的調查和勘探。
西澳大利亞地質調查局為工業界提供地質、採礦和石油資源方面的信息，為政府提供技術支持和專業指導。